# O, Yeah! The Ultimate Aerosmith Hits
O, Yeah! The Ultimate Aerosmith Hits è una raccolta della band hard rock statunitense Aerosmith, pubblicata nel luglio del 2002.
È un doppio album che include i più grandi successi della band in ordine cronologico più due nuove canzoni, Girls of Summer e Lay it Down. Alcune versioni contengono, oltre alle 30 tracce iniziali, anche tre tracce bonus (Come Together, Theme from Spider Man e Toys in the Attic).

## Tracce

### Disco 1
1. "Mama Kin" (Tyler), da Aerosmith – 4:26
2. "Dream On" (Tyler), da Aerosmith – 4:25
3. "Same Old Song and Dance" (Perry, Tyler), da Get Your Wings – 3:53
4. "Seasons of Wither" (Tyler), da Get Your Wings – 5:25
5. "Walk This Way" (Perry, Tyler), da Toys in the Attic – 3:39
6. "Big Ten Inch Record" (Weismantel), da Toys in the Attic – 2:14
7. "Sweet Emotion" (Hamilton, Tyler), da Toys in the Attic – 4:35
8. "Last Child" (Tyler, Whitford), da Rocks – 3:21
9. "Back in the Saddle" (Perry, Tyler), da Rocks – 4:40
10. "Draw the Line" (Perry, Tyler), da Draw the Line - 3:44
11. "Dude (Looks Like a Lady)" (Child, Perry, Tyler), da Permanent Vacation – 4:23
12. "Angel" (Child, Tyler), da Permanent Vacation – 5:07
13. "Rag Doll" (Knight, Perry, Tyler, Vallance), da Permanent Vacation – 4:24
14. "Janie's Got a Gun" (Hamilton, Tyler), da Pump – 5:28
15. "Love in an Elevator" (Perry, Tyler), da Pump – 5:23
16. "What it Takes" (Child, Perry, Tyler), da Pump – 5:12

### Disco 2
1. "The Other Side" (Dozier, Holland, Holland, Tyler, Vallance), da Pump – 4:06
2. "Livin' on the Edge" (Hudson, Perry, Tyler), da Get a Grip – 6:21
3. "Cryin'" (Perry, Rhodes, Tyler), da Get A Grip – 5:08
4. "Amazing" (Supa, Tyler), da Get A Grip – 5:55
5. "Deuces Are Wild" (Tyler, Vallance), da Big Ones – 3:36
6. "Crazy" (Child, Perry, Tyler), da Get A Grip – 5:17
7. "Falling in Love (Is Hard on the Knees)" (Ballard, Perry, Tyler), da Nine Lives – 3:28
8. "Pink [The South Beach Mix]" (Ballard, Supa, Tyler), da Nine Lives – 3:54
9. "I Don't Want to Miss a Thing" (da Armageddon) (Warren) – 4:59
10. "Jaded" (Tyler, Frederiksen), da Just Push Play – 3:35
11. "Just Push Play" [radio remix] (Dudas, Hudson, Tyler), da Just Push Play – 3:12
12. "Walk This Way" [with Run-D.M.C.] (Perry, Tyler), dall'album dei Run-D.M.C. Raising Hell – 5:11
13. "Girls of Summer" (Frederiksen, Perry, Tyler) – 3:15
14. "Lay It Down" (DeGrate, Frederiksen, Perry, Tyler) – 3:50
15. "Come Together" [*] (John Lennon, Paul McCartney) – 3:45
16. "Theme From Spider Man" [*] (Harris, Webster) – 2:57
17. "Toys in the Attic" [*] (Perry, Tyler) – 3:05

[*] tracce bonus presenti solo in alcune versioni della raccolta

## Formazione
- Steven Tyler - voce, armonica, percussioni, pianoforte, tastiere
- Joe Perry - chitarra solista, seconda voce
- Brad Whitford - chitarra ritmica
- Tom Hamilton - basso
- Joey Kramer - batteria, percussioni